# Loris lent pygmée
Nycticebus pygmaeus
Espèce
Répartition géographique
Statut de conservation UICN

 EN  : En danger
Statut CITES
Synonymes
Nycticebus intermedius
Le Loris lent pygmée (Nycticebus pygmaeus) ou Loris pygmée, nouvellement classé Xanthonycticebus pygmaeus, est une espèce de loris pouvant se rencontrer à l'est du fleuve Mékong au Vietnam, au Laos, dans l'est du Cambodge et en Chine. Il se rencontre dans divers habitats forestiers, y compris les forêts tropicales sèches, semi-sempervirentes et à feuilles persistantes.
Ce prosimien a été séparé du genre Nycticebus, notamment car il donne naissance à des jumeaux, change de couleur de pelage et de masse corporelle en fonction des saisons.
L'animal est nocturne et arboricole et il se déplace rampant le long des branches en utilisant des mouvements lents à la recherche de proies. Contrairement à d'autres primates, il ne saute pas. Il vit en petits groupes, généralement avec un ou deux petits. Un adulte peut atteindre une taille, en longueur, comprise entre 19 et 23 centimètres et possède une queue très courte. Le poids moyen chez cette espèce est d'environ 450 g.
Son régime alimentaire se compose de fruits, d'insectes, de petits animaux, de sève d'arbre et de nectar floral. L'animal possède une morsure toxique, qu'il obtient en léchant une sécrétion toxique des glandes à l'intérieur de ses coudes. Les dents de sa mâchoire inférieure forment une structure en forme de peigne appelée peigne dentaire. Ce peigne dentaire est utilisé pour gratter la résine de l'écorce des arbres. Le loris paresseux pygmée se reproduit une fois tous les 12-18 mois et aura un ou deux petits après une période de gestation moyenne de six mois. Pour les premiers jours, le jeune loris s'accroche au ventre de sa mère. Après six mois, le bébé sera sevré, les femelles atteindront leur maturité sexuelle vers 16 mois, tandis que les mâles l'atteindront vers 18 mois. La période de reproduction s'étend au cours des mois de juillet et août. Les signaux chimiques jouent un rôle dans le comportement reproducteur des loris paresseux pygmées femelles. Les marquages d'odeur d'urine ont une forte odeur caractéristique et sont utilisés pour communiquer et pour d'autres relations sociales.
L'habitat du loris pygmée au Vietnam a été considérablement réduit en raison de la destruction, du défrichement et de la défoliation des forêts pendant la guerre du Vietnam. La chasse intensive des loris paresseux pygmée pour la médecine traditionnelle exerce actuellement de fortes pressions sur les populations cambodgiennes. Le loris paresseux pygmée est sérieusement menacé par la chasse, le commerce et la destruction de son habitat ; par conséquent, il est inscrit à l'Annexe I de la Convention sur le commerce international des espèces de faune et de flore sauvages menacées d'extinction (CITES) et en 2006, il est classé vulnérable sur la liste rouge de l'UICN.

## Histoire, taxonomie et phylogénie
Le loris pygmée a été décrit scientifiquement par J. Lewis Bonhote en 1907. La description était basée sur un spécimen masculin qui lui avait été envoyé par J. Vassal, un médecin français qui avait prélevé le spécimen à Nha Trang au Vietnam (alors appelé Annam, un protectorat français) en 1905. En 1939, Reginald Innes Pocock a combiné tous les loris paresseux en une seule espèce, Nycticebus coucang.
Dans une publication majeure de 1953, le primatologue William Charles Osman Hill a également considéré tous les loris paresseux comme étant une seule espèce, Nycticebus coucang, et a considéré d'autres formes distinctes au niveau des sous-espèces. Osman Hill a ainsi listé Nycticebus coucang pygmaeus,, tout en reconnaissant qu '«il peut être jugé nécessaire d'accéder à ce grade spécifique de forme». En 1960, Dao Van Tien a rapporté une espèce de la province de Hòa Bình au Vietnam, qu'il a appelée Nycticebus intermedius, mais il s'est avéré que ses spécimens étaient simplement des loris paresseux pygmées adultes, qui avaient été décrits sur la base d'un juvénile,. Après avoir étudié des loris paresseux pygmées originaires d'Indochine, le primatologue Colin Groves a avancé que le loris paresseux pygmée était morphologiquement assez unique pour être considéré une espèce distincte,. La validité de cette hypothèse a été corroborée plus tard par des études de structure chromosomique, distance génétique déterminée par la variation de protéine aux locus polymorphes, et analyse d'enzymes de restriction d'ADN mitochondrial.

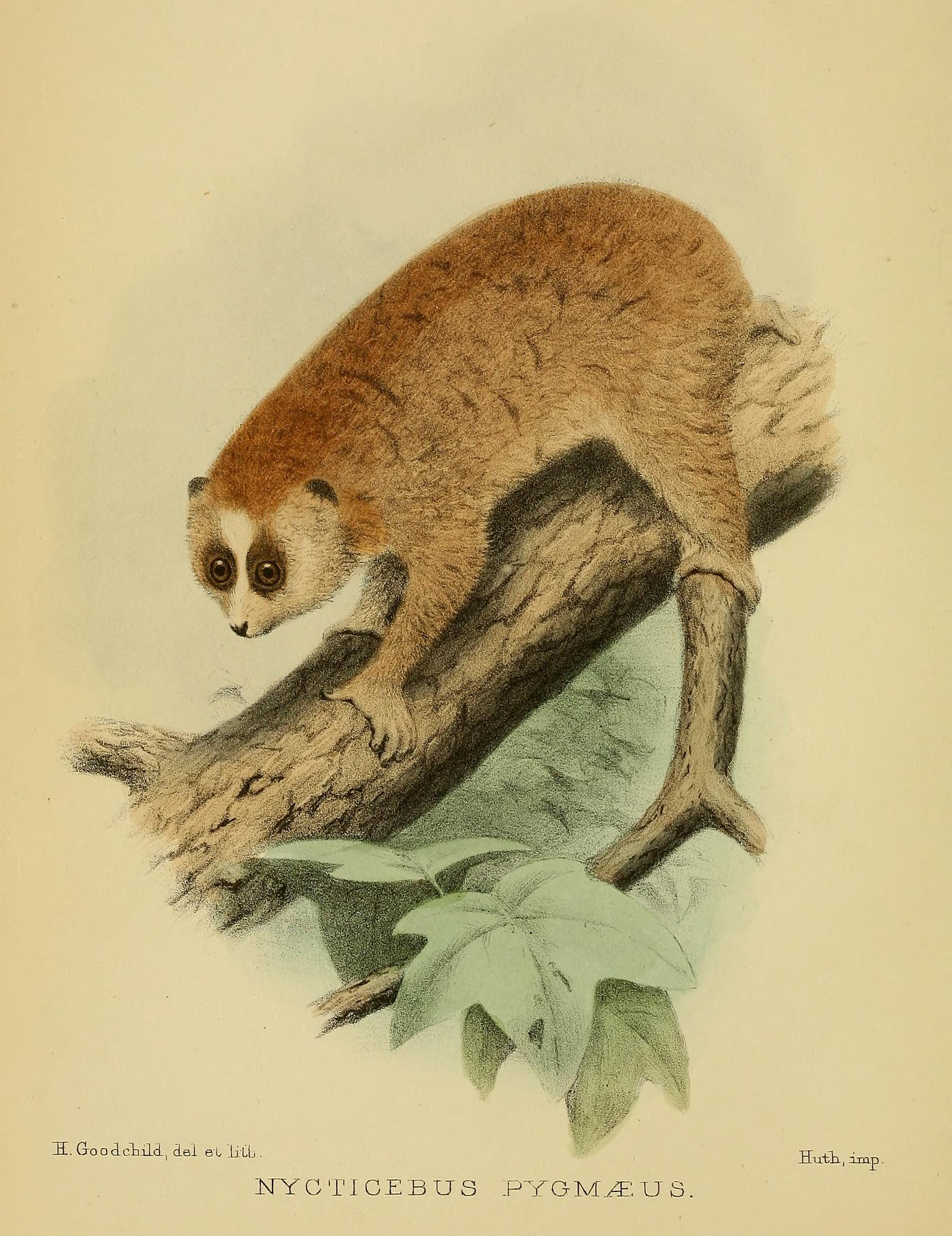
Nycticebus pygmaeus tel que décrit par Bonhote en 1907.

Les relations phylogénétiques au sein du genre Nycticebus ont été étudiées avec des techniques moléculaires modernes, en utilisant des séquences d'ADN dérivées des marqueurs d'ADN mitochondrial D-loop et du Cytochrome b de 22 loris paresseux pygmées. Dans cette analyse, la plupart des lignées reconnues de Nycticebus, y compris les loris paresseux pygmées, étaient génétiquement distinctes, et l'espèce avait divergé plus tôt que les autres espèces de loris lent, il y a environ 2,7 millions d'années,. L'analyse de la diversité des séquences nucléotidiques chez des individus prélevés dans les zones limitrophes entre le sud de la Chine et le Vietnam (région de sympatrie entre le loris paresseux pygmée et le loris lent du Bengale) montre que les loris paresseux pygmées ne sont pas soumis à la même hybridation introgressive contrairement à Nycticebus bengalensis. Les auteurs de l'étude suggèrent que le faible polymorphisme des loris paresseux pygmées pourrait être dû à un effet fondateur, et que les individus utilisés dans l'étude proviennent d'un ancêtre qui vivait au Vietnam du centre ou au Vietnam du Sud il y a 1860 et 7350 ans.

## Anatomie et physiologie

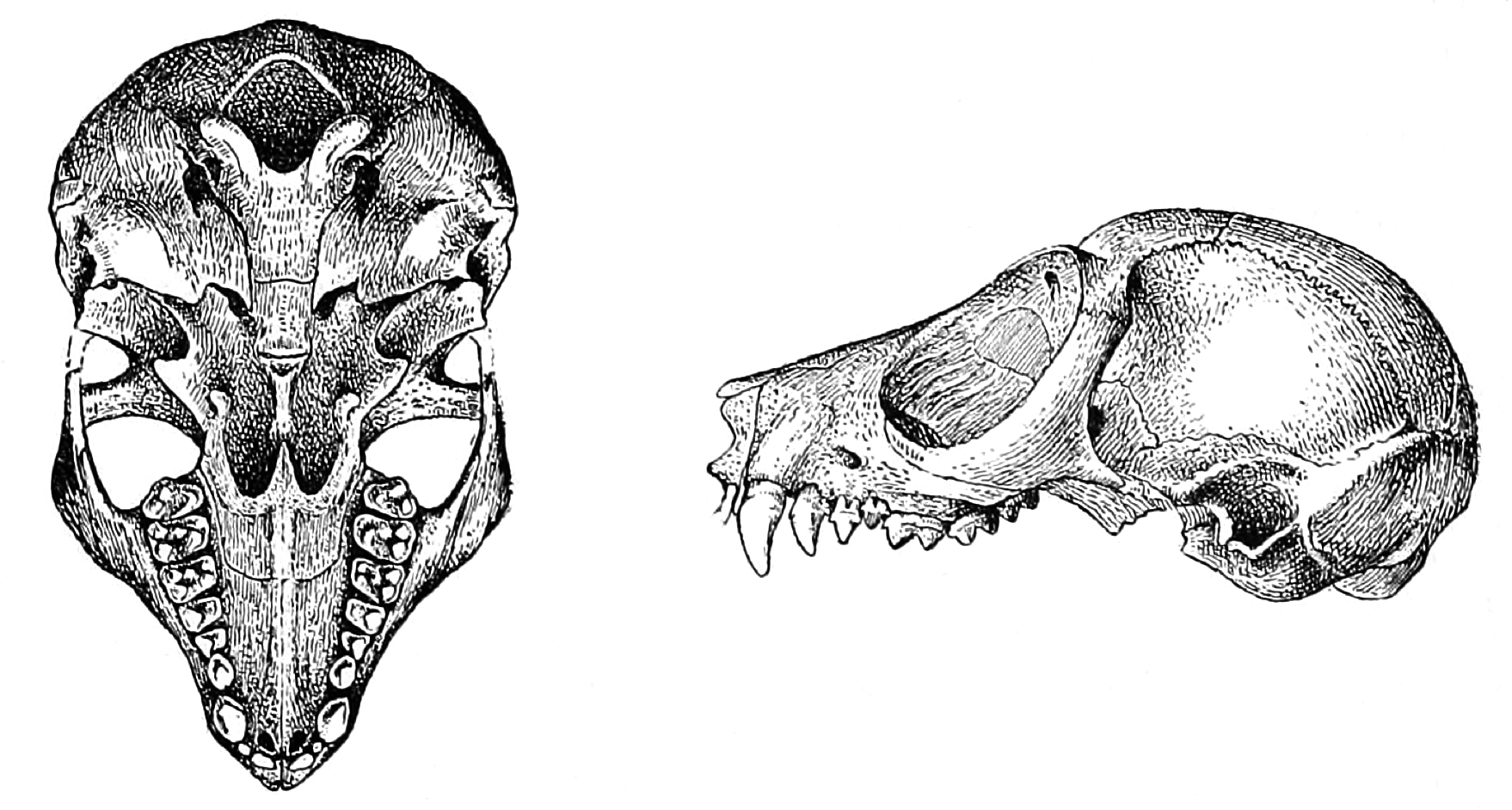
Crâne de loris paresseux pygmée.

Le loris paresseux pygmée est un animal trapu. Il a une longueur de tête et de corps (les mesures ont été effectuées depuis le sommet de la tête jusqu'à la base de la queue) comprise entre 195 et 230 mm, selon les individus; il n'y a pas de différence significative de taille entre les sexes. La longueur du crâne est inférieure à 55 mm. La queue est courte, avec une longueur moyenne de 1,8 cm. La masse varie entre 360 et 580 g, avec une masse moyenne de 420 g pour les mâles et de 428 g pour les femelles. Il y a, cependant, de grandes variations saisonnières sur la masse de cette espèce, ce qui explique que des individus pouvant peser jusqu'à 700 g ont été enregistrés. L'animal a tendance à avoir une masse significativement plus élevée pendant les mois d'hiver, environ 50 % de plus que les valeurs les plus faibles en été. Les gains de poids, obtenus en grande partie par l'augmentation de l'apport alimentaire, sont déclenchés par des changements dans la durée du jour et de la nuit. Ce changement saisonnier du poids corporel se produit chez les deux sexes, chez les femelles gravides et chez les femelles non gravides, une adaptation censée assurer la survie en hiver lorsque les ressources alimentaires se raréfient. L'espèce a une morphologie dentaire distincte : sa troisième molaire est de forme triangulaire et légèrement plus petite que la première molaire ; sa deuxième molaire est la plus grande. Les incisives et les canines sur sa mâchoire inférieure sont couchées (s'inclinent vers l'avant) et forment ensemble une dent qui est utilisée dans le toilettage et l'alimentation. La durée de vie du loris paresseux pygmée est d'environ vingt ans.

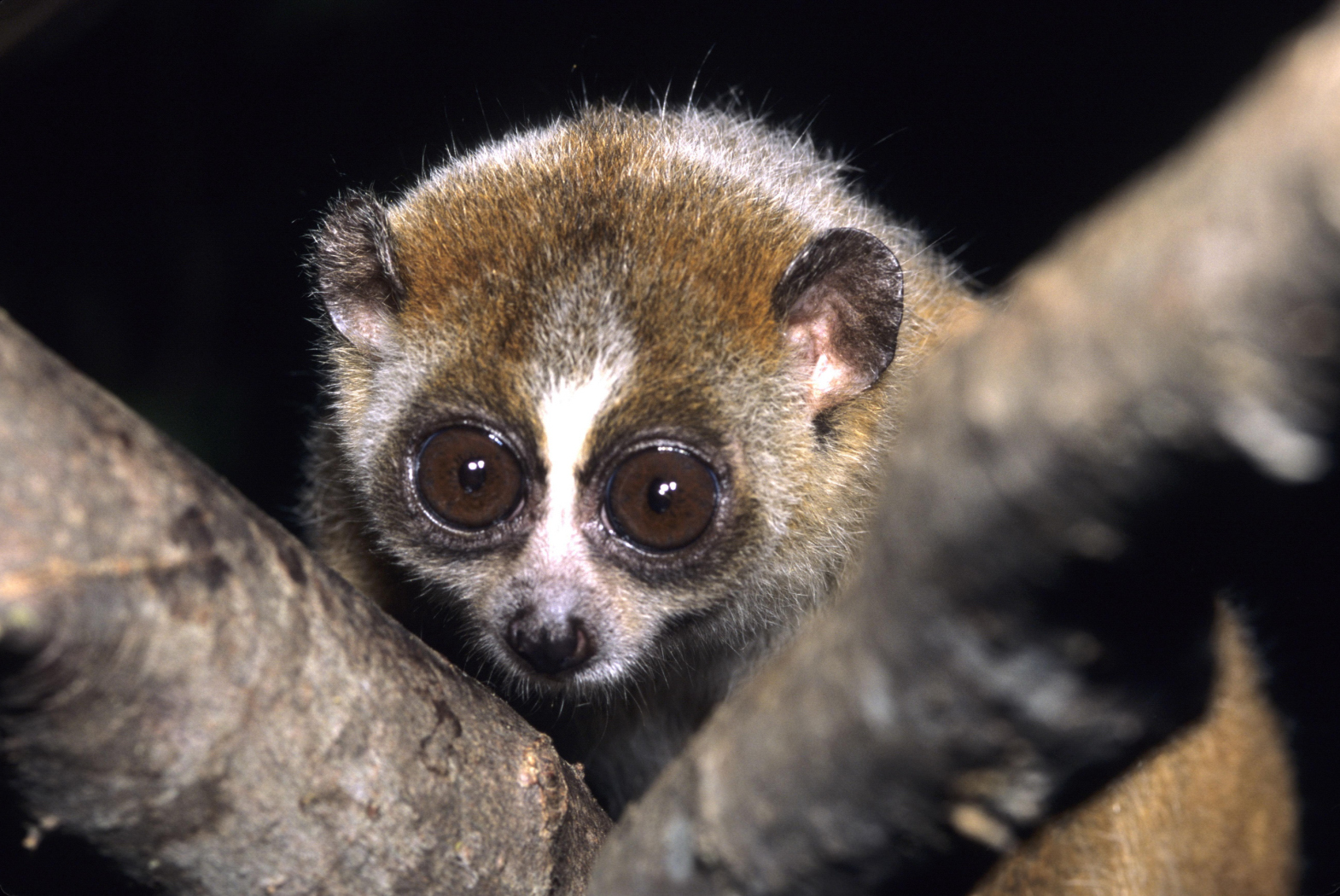
Gros plan de la tête.

Comme les autres primates du sous-ordre des Strepsirrhini, le loris paresseux pygmée a des yeux dotés de tapetum lucidum pour faciliter sa vision nocturne,. Chez les adultes, les cercles entourant les yeux sont brunis ; ils sont plus foncés chez les jeunes individus. Il y a une bande blanche qui s'étend du nez au front, et les côtés de la tête et de la lèvre supérieure sont gris argentés, tandis que le reste du visage et le sommet de la tête sont roux. Il a de petites oreilles noires, généralement d'environ 23 mm, n'ayant pas de fourrure sur les côtés. Du côté dorsal de l'animal, une bande, dont la couleur varie du roux à un brun-noir court de la nuque au milieu du bas du dos. Les parties supérieures, y compris les épaules et le haut du dos, sont rousses, et sont parfois « décolorée » avec la présence de poils blancs-gris argentés. La présence ou l'absence d'une bande dorsale et de pointes de poils argentés semblent être une variation saisonnière et ont conduit certains à avancer l'existence d'une espèce supplémentaire, Nycticebus intermedius, , bien que l'analyse de l'ADN ait confirmé qu'il s'agissait d'une variation saisonnière chez l'adulte loris paresseux pygmée. Le loris paresseux pygmée a les flancs plus pâles que le dos. Les côtés supérieurs des bras sont ochracés et ont des poils argentés mêlés aux poils les plus foncés. Les pattes, de couleur brun clair, sont également inclinées avec des poils blancs argentés. Les parties inférieures sont plombées à la base, avec des parties taches ochracées. Les mains et les pieds sont d'un blanc argenté, avec des ongles blanc-jaunâtre. La longueur du pied est relativement constante, avec une moyenne d'environ 45 mm.
Le loris paresseux pygmée a un nombre de chromosomes diploïdes de 2n=50. Bien que les profils de bandes sur les chromosomes de tous les loris de la famille des Nycticebus soient similaires, cette espèce peut être distinguée du loris lent du Bengale (Nycticebus bengalensis) par des différences distinctes dans le nombre et la localisation des régions organisatrices du nucléole.

## Comportement
Le loris paresseux pygmée est nocturne, bien qu'il soit moins actif les nuits froides et éclairées par la lune et qu'il soit généralement actif les nuits sombres, quelle que soit la température. Les vocalises des loris paresseux pygmées comprennent un sifflement court, des appels de contact mère-nourrisson et un sifflement produit pendant l'oestrus. Dans la nature, on le rencontre généralement seul ou en petits groupes composés de deux à quatre individus. Les mâles utilisent le marquage des odeurs pour défendre leur territoire et marquer les limites de ce dernier. Les femelles préfèrent s'accoupler avec des mâles dont l'odeur leur est familière. Les mâles vont aussi contremarquer - marquer au-dessus ou à côté de la marque d'un autre individu déposée plus tôt - pour annoncer leur capacité concurrentielle aux femelles. Les femelles préfèrent les mâles contre-marquant les marquages des autres mâles à ceux dont les odeurs ont été contre-marquées.
Pour se défendre, le loris paresseux pygmée produit une sécrétion apocrine sur les glandes odoriférantes près de leur coude (glandes brachiales). Ce liquide clair, lorsqu'il est mélangé avec sa salive, crée une toxine volatile et toxique. Lorsqu'il est effrayé, le loris paresseux pygmée lèche ses glandes brachiales et applique la sécrétion sur sa tête. La sécrétion huileuse contient un mélange complexe de composants volatils et semi-volatils ; une analyse chimique a indiqué que plus de 200 composants étaient présents. Un des composants est un membre de la famille de protéines des sécrétoglobine, et est semblable à une protéine allergénique trouvée dans les squames de chat. La similitude entre les sécrétions des glandes brachiales et les allergènes de chat domestiques peut expliquer l'anaphylaxie chez les individus sensibles.

### Reproduction
La femelle est légèrement agressive envers ses prétendants pendant l'œstrus avant d'accepter son partenaire, habituellement après une longue période d'approche et de suivi. Les vocalises utilisées pendant l'accouplement comprennent un sifflement, le plus souvent produit par la femelle, généralement en juin et en août, coïncidant avec l’œstrus de la femelle. D'autres vocalises enregistrées pendant l’œstrus incluent le grondement. Les taux de testostérone chez les mâles sont saisonniers, les pics coïncidant avec les pics d'œstrogènes chez les femelles.
Le loris paresseux pygmée peut concevoir à 18 mois et donner naissance à sa première progéniture à l'âge de deux ans. Certains registres montrent que le plus jeune mâle ayant donné une progéniture avait environ 18 mois, et la plus jeune femelle avait 16 mois. La durée de la gestation est comprise entre 184 et 200 jours, et la période de lactation dure de 123 à 146 jours. La progéniture est sevrée quand l'âge de 24 semaines est atteint. Le loris paresseux pygmée connaît une période de reproduction de quatre à cinq jours de juillet à début d'octobre, en captivité, avec des naissances de début février à mi-mars. En conséquence, les occasions d'accouplement sont rares, et les femelles dépendent fortement de l'odeur pour évaluer la qualité du partenaire. Les femelles montrent une forte préférence pour les mâles à l'odeur familière plutôt que pour les mâles à l'odeur inconnue. Des recherches sur le processus de sélection sexuelle chez les primates suggèrent que la présence exclusive de l'odeur d'un mâle sur un territoire est une indication fiable sur le fait qu'il soit capable de défendre son territoire et/ou d'empêcher les mâles rivaux de marquer dessus. Les loris paresseux pygmées ont habituellement une portée de un ou deux petits. Des études distinctes ont indiqué que les fréquences de jumelage d'une portée représentaient entre 50 % et 100 % des naissances. Les données recueillies dans le cadre d'un programme d'élevage en captivité sur sept ans indiquent qu'elles ont un sex-ratio asymétrique de une femelle pour 1,68 mâles. Les loris paresseux femelle ayant donné naissance à des jumeaux passent moins de temps à se toiletter socialement et à jouer avec leurs petits car elles doivent diviser leur temps également entre leurs petits, ce qui peut conduire à un taux de survie infantile plus faible. Les mères vont mettre leurs petits âgés d'une semaine sur leur dos, tout en cherchant de la nourriture, et les jeunes commencent à suivre seuls leur mère à environ deux semaines.

### Alimentation
Le loris paresseux pygmée est Omnivore. Il se nourrit de fourmis, de termites, d'autres d'insectes et de fruits. Les insectes sont capturés par les loris avec une ou deux mains lorsqu'ils sont debout ou suspendus à l'envers d'une branche. Les insectes sont généralement consommées à des hauteurs inférieures à 10 m. Une étude vietnamienne a conclu que le régime du loris paresseux pygmée se compose principalement d'exsudats d'arbres (gomme) (63 %) et de proies animales (33 %), les autres types d'aliments constituant le reste. Une étude sur des individus récemment réintroduits a trouvé des résultats similaires - 40 % d'insectes, 30 % de gomme et 30 % d'autres exsudats. Les loris paresseux pygmées creuseront les arbres pour se nourrir des exsudats libérés. Le loris paresseux pygmée est donc partiellement gommivore, ce qui l'aide à surmonter les difficultés pour trouver de la nourriture durant les périodes de pénurie. Incapable de sauter d'arbre en arbre, le loris paresseux pygmée a une zone restreinte à partir de laquelle il peut obtenir de la nourriture. Avoir des préférences alimentaires généralistes permet aux loris de surmonter des conditions environnementales difficiles ; la gomme leur permet de vivre à un faible niveau d'énergie avec un métabolisme réduit. Les arbres dont les exsudats sont consommés par les loris proviennent majoritairement des familles suivantes : Sapindaceae, Euphorbiaceae, Fabaceae, Anacardiaceae et Burseraceae. L'alimentation en gomme se déroule sur une période allant de une à vingt minutes et implique un léchage intense, parfois accompagné de grattements audibles et de bruits semblables à des aboiements. Les exsudats dont se nourrissent les loris se trouvent généralement à des hauteurs de plus de 8 m. La variation de couleur saisonnière qui se produit dans la bande dorsale des individus vietnamiens peut être liée à la nécessité de se nourrir d'exsudats.

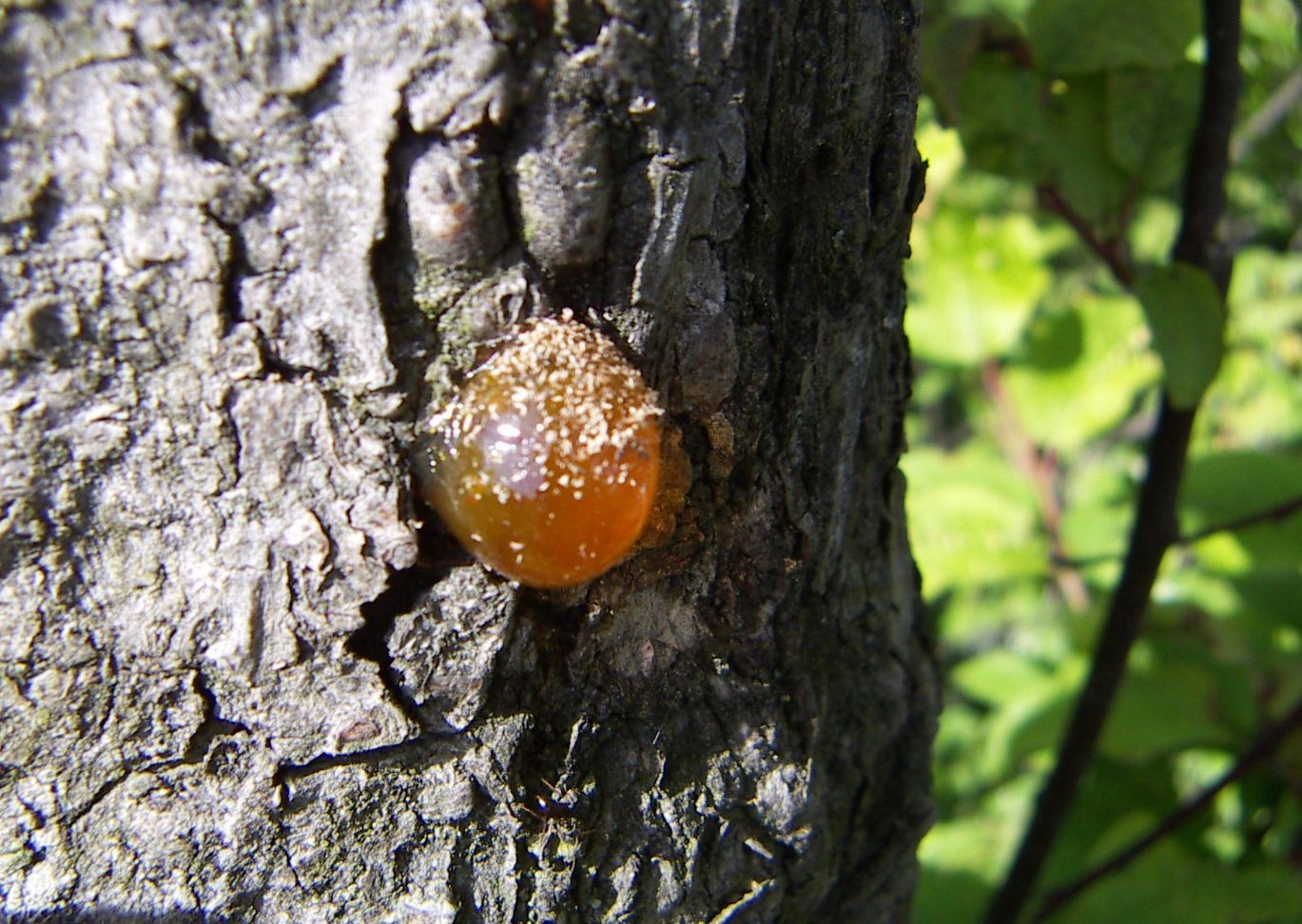
Gomme naturelle de prunier.

Le régime alimentaire des loris paresseux pygmées est saisonnier. Au nord du Vietnam, par exemple, où l'hiver est caractérisé par de faibles précipitations et des températures pouvant descendre jusqu'à 5 °C, que la végétation est peu développée dans les forêts, et que les insectes et les ressources alimentaires sont en quantité limitées, le loris paresseux pygmée consommera également des insectes qu'il aura sorti pendant qu'il grattait des bambous pour se nourrir de leurs exsudats. Il utilisera également sa dentition pour nettoyer une zone de lichens et de champignons afin de faire sortir les insectes qui s'y cachent. Les loris paresseux pygmées économisent de l'énergie durant les mois d'hiver les plus froids en réduisant les mouvements, souvent jusqu'à l'inactivité complète.

## Répartition et habitat
Le loris paresseux pygmée se trouve le plus souvent dans les forêts caducifoliées semi-persistantes, secondaires,, et mixtes mais également dans les forêts de bambous. On peut le rencontrer à l'est du Mékong au Vietnam, à l'est du Cambodge, au Laos et dans la province du Yunnan dans le sud de la Chine, où il a été enregistré seulement dans les comtés de Pingbian, de Hekou, de Jinping, et de Lüchun. Au Vietnam, le loris paresseux pygmée était présent dans tout le pays, mais les efforts de conservation et de réhabilitation dans le parc national de Cat Tien sont de plus en plus nombreux, ce qui peut laisser penser que les effectifs sont en train de diminuer. Au Laos, des populations ont été recensées à Phou Khao khoay, à Nam Kading, à Nam Theun, à Nakai-Nam Theun, à Khammouane Limestone, au plateau Dakchung et à Bolaven Northeast. Son taux de rencontre, déterminé à partir de deux études de terrain combinées au Laos et au Vietnam, était de 0,05-0,08 loris/km. Au Cambodge, cette valeur variait de 0 dans la forêt protégée de Mondulkiri à 0,10 dans le sanctuaire de la faune de Phnom Prich,.

## Statut et conservation
Le nombre de loris paresseux pygmées a diminué en raison de la dégradation de son habitat dans l'ensemble de son aire de répartition, notamment dans le nord-est du Cambodge, dans la province du Yunnan en Chine et au Vietnam. Dans la province du Yunnan, presque toutes les forêts primaires sempervirentes ont disparu et les forêts secondaires ont été fortement dégradées ; entre le milieu des années 1990 et 2005, le couvert forestier a été réduit de 42 % dans cette région. L'utilisation de défoliants, comme l'agent Orange , pendant la guerre du Vietnam et le défrichement des forêts au Vietnam ont également entraîné une perte considérable d'habitat pour cet animal. En 2003, le couvert forestier avait été réduit à 30 % de sa superficie d'origine, avec seulement 10 % de la forêt restante constituée des forêts à canopée fermée préférées par les loris paresseux pygmées. Le loris paresseux pygmée est capturé pour une utilisation en médecine traditionnelle dans toute son aire de répartition. 

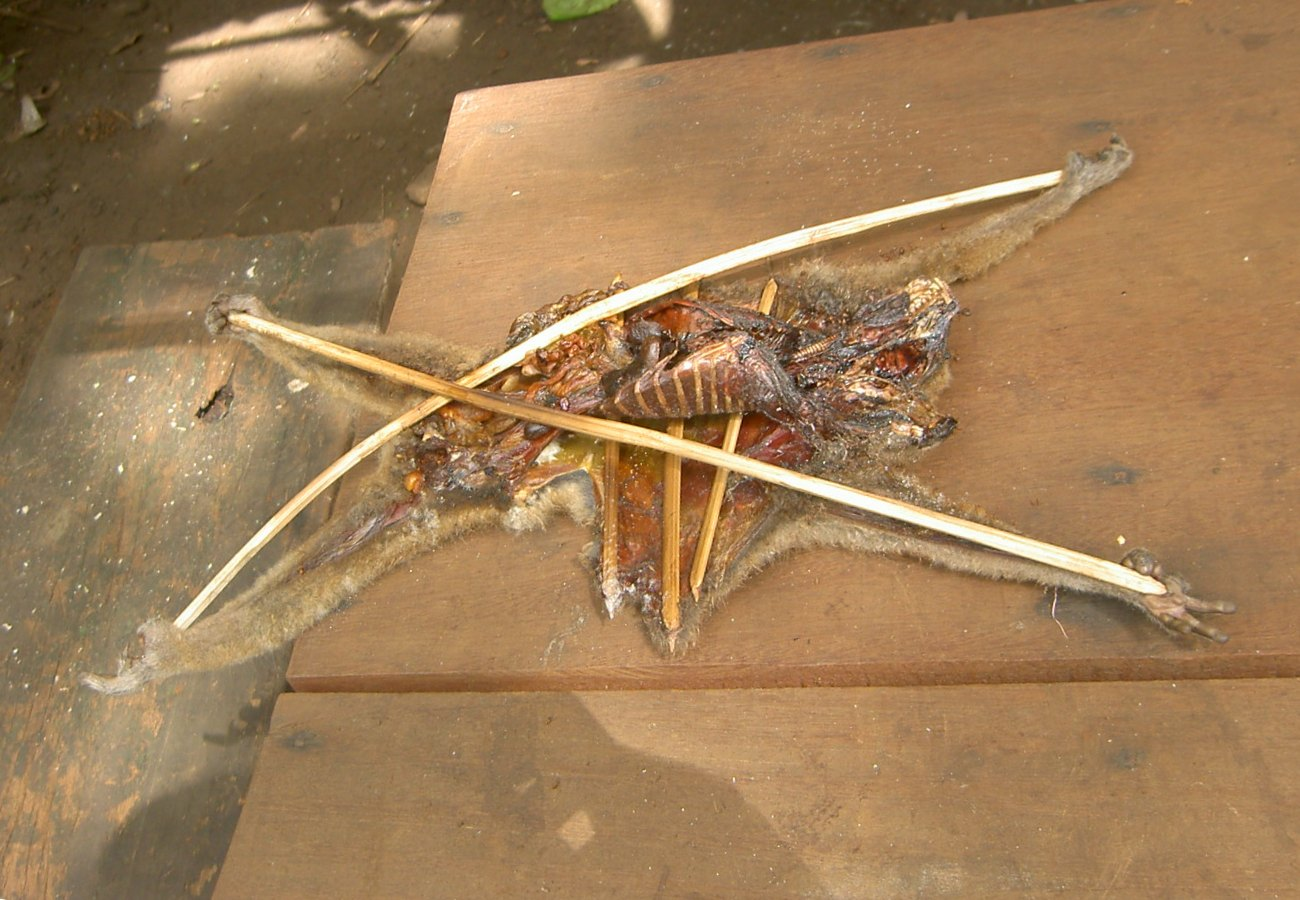
Loris utilisé dans la médecine traditionnelle

En raison de la combinaison de situations politiques instables dans son aire de répartition et de son mode de vie nocturne et arboricole, les données démographiques sur les loris paresseux pygmées sont rares. La population en Chine a été estimée à moins de 500 individus. Dans les années 1980, une estimation situait la population à environ 72 000 individus, tandis qu'une autre estimation de la même période situait le nombre d'individus autour de 600 à 700 individus. Cet énorme décalage souligne la difficulté de calculer la taille de la population sans études de terrain détaillées. Au Laos, le rapport sur l'état de la faune de 1999 décrit les espèces comme « peu connues » et « communes », selon la disponibilité de l'habitat potentiel. En 2000, l'UICN a classé le loris paresseux pygmée dans la catégorie « Vulnérable ». L'Union européenne décrit, en 2005, le statut de la population de loris paresseux au Laos comme étant « apparemment répandue, mais pas dans tout le pays ». En plus de la destruction de son habitat, le loris paresseux pygmée est sérieusement menacé par la chasse et le commerce. Que ce soit dans les pays composants son aire de répartition géographique ou bien dans les pays voisins, le commerce du loris paresseux pygmée a récemment augmenté en raison des changements économiques et de la croissance démographique humaine, et la tendance devrait se poursuivre. La diminution des observations sur le terrain et sur les marchés d'animaux indique que les populations sauvages sont épuisées puisque le faible taux de reproduction des loris paresseux pygmées ne peut pas suivre le rythme de ces prélèvements à grande échelle. Par conséquent, les conservationnistes et les biologistes de terrain craignent des extinctions locales dans un proche avenir. Entre 1998 et 2006, 70 % des loris paresseux pygmées saisis par les autorités sont morts avant d'atteindre un zoo d'abri, entraînant une demande de remplacement et des captures supplémentaires dans la nature.
Dans l'ensemble de la région indochinoise, les populations de loris paresseux pygmées ont considérablement diminuées du fait des activités militaires, de la pulvérisation de défoliants, de l'exploitation forestière et des prélèvements massifs, en particulier au Vietnam. Il a été éliminé dans le nord du pays à cause d'une croyance pensant que cet animal était un ravageur de cultures. La demande des marchés des animaux domestiques et des médicaments traditionnels aggrave encore la situation, ce qui se reflète dans l'abondance de cet animal sur de nombreux marchés locaux. Cette demande a récemment augmenté en raison de la croissance de la population humaine et de l'amélioration des conditions économiques dans la région. Selon la CITES, cette activité est considérée comme non durable. De plus des médias comme YouTube peuvent mettre ces populations en danger ; en effet, en 2009, une vidéo d'un homme chatouillant son animal domestique, un loris paresseux pygmée, est devenue virale. Or des études ont été menées et 70 % des commentaires déclaraient vouloir un loris chez soi et demandait où en trouver.
La population dans le sud de la Chine a été réduite à quelques centaines d'individus, et selon un autre rapport, elle pourrait être localement éteinte. La diminution du nombre de loris paresseux pygmées sur les marchés corrobore les rapports de déclin rapide des populations vietnamiennes. En 2007, les observations sur le terrain se raréfiaient et des disparitions dans de grandes parties de son aire de répartition ont été signalées, en particulier dans les zones d'exploitation forestière intensive et d'agriculture. Au Cambodge, des baisses généralisées ont été associées aux augmentations de la chasse en 2001 et 2002. Dans une étude de terrain, trois zones avec des taux de rencontre élevés au début de 2008 ont été réévaluées à la fin de 2008 et en 2009, mais aucun individu n'a été rencontré. Ce changement peut être relié à l'augmentation de la prospection d'or et à la chasse intensive.
Le loris lent du Bengale et le loris paresseux pygmée sont présents dans plus de vingt aires protégées, bien que leurs populations soient faibles ou insuffisamment enregistrées. Le loris paresseux pygmée est protégé dans la plupart des pays qui constituent son aire de répartition : au Cambodge, en Chine et au Vietnam. Cela rend la chasse et la capture illégales, et en Chine et au Vietnam, la possession et le stockage de loris sont également illégaux. Selon la loi vietnamienne, le niveau de protection de la faune est le plus élevé depuis 1992, toute exploitation et utilisation du loris pygmée est illégale. Cependant, l'application de ces lois reste rare tandis que les sanctions mineures ont peu d'effet dissuasif. En termes de protection internationale, l'espèce a été élevée à l' Annexe I de la CITES en 2007. En outre, depuis octobre 2001, l'Union européenne interdit les importations de tous les spécimens sauvages de loris paresseux pygmées du Laos et du Cambodge à des fins de conservation.
L'espèce a été observée dans au moins 6 parcs nationaux et douze réserves naturelles. En Chine, la réserve de Huanglianshan a maintenu environ 80 % de la population de l'espèce en 2007. Cependant, l'espèce est toujours vulnérable à la chasse, même dans les zones protégées. Au Laos, l'espèce a été observée dans sept aires nationales de conservation de la biodiversité.
Au Vietnam, les loris paresseux pygmées confisqués sont généralement transportés au centre de sauvetage des primates en voie de disparition du parc national de Cúc Phương pour être réintroduits dans la nature. Les non-experts peuvent trouver difficile de faire la distinction entre le loris paresseux pygmée et le loris lent, car tous les deux ont la même fourrure rougeâtre, qui est variable dans les couleurs. Dans le commerce international, les loris pygmées peuvent même être confondus avec des pottos ou avec des lémuriens.

### Commerce
Le loris paresseux pygmée est vendu principalement pour ses prétendues propriétés médicinales, pour le commerce des animaux domestiques ou, dans une moindre mesure, pour la consommation locale. Selon un rapport de 2003, les loris étaient vendus pour 1,50-2,50 US$ (soit 1,10-1,80 € pièce). D'autres rapports ont indiqué que le prix oscillait entre 2 et 10 US$. Au Cambodge, l'espèce est utilisée en médecine traditionnelle khmère. Des études menées sur les marchés cambodgiens ont montré que l'espèce était le troisième mammifère le plus vendu, offert à des prix allant de 0,85 à 6,25 dollars soit des prix compris entre 0,65 et 4,70 €. Au Vietnam, le loris paresseux pygmée est utilisé pour l'alimentation, la médecine et souvent comme animal de compagnie et fait partie des espèces les plus vendues. Auparavant, des centaines de loris paresseux pygmées faisaient l'objet d'échanges mensuels sur les principaux marchés, mais récemment les chiffres semblent avoir diminué, en raison des pénuries d'approvisionnement. Dans le sud du Vietnam, les loris sont parmi les plats les plus populaires de faune locale dans les restaurants de la viande de faune locale.
Les pays exportateurs ont signalé un total de 111 loris lents pygmées échangés internationalement entre 1977 et 2004, alors que les pays importateurs ont déclaré 131 animaux. Au Laos, un grand nombre de loris indigènes sont exportés vers le Vietnam. Au Japon, les animaleries proposent parfois des loris paresseux pygmées pour 2 000-3 800 dollars (1 500 à 2 800 €).
Certains organes du loris paresseux pygmée se retrouvent également dans le commerce, tels que la peau et les poils. Toutes les parties de l'animal sont utilisées dans la médecine traditionnelle khmère. Au Vietnam, les médicaments tels que la colle d'os à base d'organes de loris paresseux pygmées, sont principalement produits par les populations locales, mais une plus petite partie est également destinée aux restaurants ou est vendue aux visiteurs. L'espèce est particulièrement utilisée pour la valeur médicinale supposée de ses poils. Les négociants ont signalé qu'ils avaient de la difficulté à suivre la demande - un commerçant affirmait avoir vendu près de 1 200 loris lents pygmées en 2001-2002. Au Cambodge, la tradition profondément enracinée d'utilisation du loris lent du Bengale et des loris paresseux pygmées en médecine traditionnelle est répandue, et le loris paresseux pygmée est l'animal le plus demandé dans les magasins de médecine traditionnelle de la capitale du Cambodge, Phnom Penh.
On sait que des routes commerciales illégales existent entre le Cambodge, le Laos, la Thaïlande et le Vietnam, une grande partie de ce commerce étant destinée à la Chine. Les enquêtes de 1998 et 1999 montrent que 80 à 90 animaux ont été importés du Vietnam par le port de Hekou dans la province du Yunnan, ce qui en fait l'animal le plus fréquemment enregistré dans les enquêtes. La Chine est la principale destination de la plupart des loris paresseux vietnamiens, bien qu'ils soient également introduits clandestinement dans d'autres pays, y compris à Taïwan. Dans un incident noté, 102 animaux ont été confisqués pendant le transit vers Ho Chi Minh en août 1993; parmi ceux-ci, seuls quatre ont survécu. Les loris paresseux pygmées peuvent coûter jusqu'à 400 $ US sur le marché des animaux de compagnie taïwanais. Aux États-Unis, de temps à autre, des loris pygmées introduits clandestinement du Vietnam ont été confisqués. Le Centre de sauvetage des primates en voie de disparition signale que les loris paresseux pygmées sont les espèces les plus souvent sauvées, ce qui reflète leur abondance dans le commerce. En Europe, des achats illégaux ont été signalés en Allemagne, aux Pays-Bas, en Pologne et à Moscou.

## En captivité
Le premier loris paresseux pygmée répertorié en Amérique du Nord a été conservé au Honolulu Zoo (en) d'Hawaii en 1968. En 1986, environ 37 loris paresseux pygmées ont été exportés du Vietnam et du Laos vers la Suède. Un an plus tard, plusieurs couples capturés dans la nature ont été transférés aux zoos de Cincinnati, San Diego et au Duke Lemur Center. En 1994, l'Association mondiale des zoos et aquariums (WAZA) a établi un plan de survie des espèces pour l'espèce, à la suite d'une proposition du Plan d'action global captif pour les primates de créer un programme d'élevage pour maintenir sa diversité génétique. En 2008, la population captive en Amérique du Nord était passée à 74 individus, la plupart d'entre eux étant nés au zoo de San Diego ; en 2013, l'espèce est le primate le plus commun de la famille lorisidae à être conservé dans les zoos nord-américains. Environ 175 loris paresseux pygmées vivent dans des installations d'élevage dans le monde entier. En France, les zoos de Lille et de Trégomeur abritent des Loris paresseux pygmées,.